# Hancheng
Hancheng (en chino, 韩城; pinyin, Hánchéng, léase Jan-Cheng) es un municipio  bajo la administración directa de la Prefectura Weinan en la Provincia de Shaanxi, República Popular China.  Su área es de 1591 km² y su población total para 2010 superó los 390 mil habitantes. 

## Administración
Desde julio de 2020, el  Municipio Hancheng se divide en 8 pueblos que se administran en 2 subdistritos y 6  poblados.